# Andreas Samaris
Andreas Samaris (řecky Ανδρέας Σάμαρης; * 13. června 1989, Patras, Řecko) je bývalý řecký fotbalový záložník.

## Klubová kariéra
Andreas Samaris hrál profesionálně v Řecku nejprve za Panachaiki, poté za Panionios GSS a pak za Olympiakos Pireus, se kterým vyhrál v sezoně 2013/14 ligový titul.
V srpnu 2014 přestoupil do portugalské Benfiky Lisabon. I zde vyhrál v sezoně 2014/15 ligový titul.

## Reprezentační kariéra
Hrál za řecký mládežnický výběr U19.
V A-mužstvu Řecka debutoval 15. října 2013 proti týmu Lichtenštejnska.
Zúčastnil se Mistrovství světa 2014 v Brazílii, kam jej nominoval portugalský trenér Fernando Santos. Zde Řekové dosáhli svého historického maxima. Poprvé na světových šampionátech postoupili do osmifinále (ze základní skupiny C), tam byli vyřazeni Kostarikou v penaltovém rozstřelu poměrem 3:5 (stav po prodloužení byl 1:1). Samaris jednou skóroval v zápase proti Pobřeží slonoviny (výhra 2:1).